# Bill Johnson (banjospeler)
William K. Johnson (Lexington, 1905 – aldaar, 13 augustus 1955) was een Amerikaanse jazzmuzikant (zang, banjo, gitaar).

## Biografie
Johnson werkte eerst met plaatselijke bands in zijn geboortestad en in Louisville, voordat hij in 1926 verhuisde naar New York. Daar speelde hij vervolgens bij de Dixie Ramblers en in 1927 in de band van George Howe, om daarna langer te blijven bij Luis Russell (1927 tot 1932). Tijdens deze periode maakte hij ook opnamen met de Syncopators van King Oliver, met Jelly Roll Morton, Regina 'Queen' Spivey en Addie 'Sweet Pease' Spivey. Verder is hij ook te horen op opnamen van Fats Waller en J.C. Higginbotham. Qua zang onderscheidde hij zich op platen van Jack Purvis en Red Allen (You Might Get Better, But You'll Never Get Well). In 1933 en 1934 was hij werkzaam bij Fess Williams om daarna eind jaren 1930 als gitarist zelfstandig bezig te zijn. Daarna vertrok hij terug naar Lexington en beëindigde hij zijn carrière als professioneel muzikant.
Hij dient niet te worden verwisseld met de contrabassist Bill Johnson en de saxofonist Bill Johnson.

## Overlijden
Bill Johnson overleed in 1955 op 50-jarige leeftijd. 